# Episodi di Nina (seconda stagione)
La seconda stagione della serie televisiva Nina, composta da 10 episodi, è stata trasmessa in Francia su France 2 dal 28 settembre al 26 ottobre 2016.
In Italia la stagione è stata trasmessa in prima visione da Fox Life, canale a pagamento della piattaforma satellitare Sky, dal 3 al 31 gennaio 2017.
| n° | Titolo originale          | Titolo italiano              | Prima TV Francia  | Prima TV Italia |
| -- | ------------------------- | ---------------------------- | ----------------- | --------------- |
| 1  | Le Lendemain de la veille | Ritorno di fiamma            | 28 settembre 2016 | 3 gennaio 2017  |
| 2  | Deuxième chance           | Una seconda possibilità      | 28 settembre 2016 | 3 gennaio 2017  |
| 3  | Mauvaise blague           | Uno scherzo pericoloso       | 5 ottobre 2016    | 10 gennaio 2017 |
| 4  | Reconstruction            | Ricominciare da capo         | 5 ottobre 2016    | 10 gennaio 2017 |
| 5  | L'Hôpital et ses fantômes | L'ospedale e i suoi fantasmi | 12 ottobre 2016   | 17 gennaio 2017 |
| 6  | Sous le choc              | Sotto shock                  | 12 ottobre 2016   | 17 gennaio 2017 |
| 7  | Maternités                | Senso materno                | 19 ottobre 2016   | 24 gennaio 2017 |
| 8  | Papa, où t'es ?           | Dove sei, papà?              | 19 ottobre 2016   | 24 gennaio 2017 |
| 9  | Sur le ring               | Sul ring                     | 26 ottobre 2016   | 31 gennaio 2017 |
| 10 | Auf wiedersehen           | Arrivederci                  | 26 ottobre 2016   | 31 gennaio 2017 |